# Crest Hill
Crest Hill är en stad i Will County i nordöstra Illinois, USA. Crest Hill har 13 329 invånare (2000). Den har enligt United States Census Bureau en area på totalt 19 km², allt är land. 